# STS-102
STS-102 va ser una missió del transbordador espacial amb destinació a l'Estació Espacial Internacional (ISS) dut a terme pel Transbordador Espacial Discovery i llançat des del Kennedy Space Center, Florida. El STS-102 va volar el març de 2001; seus objectius principals van ser el reproveïment de l'ISS i el canvi de l'Expedició 1 i 2.

## Tripulació
| Posició                     | Astronauta de llançament                                      | Astronauta d'aterratge                                                 |
| --------------------------- | ------------------------------------------------------------- | ---------------------------------------------------------------------- |
| Comandant                   | James D. Wetherbee Cinquè vol espacial                        | James D. Wetherbee Cinquè vol espacial                                 |
| Pilot                       | James M. Kelly Primer vol espacial                            | James M. Kelly Primer vol espacial                                     |
| Especialista de la Missió 1 | Andrew S. W. Thomas Tercer vol espacial                       | Andrew S. W. Thomas Tercer vol espacial                                |
| Especialista de la Missió 2 | Paul W. Richards Únic vol espacial                            | Paul W. Richards Únic vol espacial                                     |
| Especialista de la Missió 3 | Yury V. Usachev, RKA Quart vol espacial Comandant de l'ISS    | William M. Shepherd Quart vol espacial ISS Commander                   |
| Especialista de la Missió 4 | James S. Voss Cinquè vol espacial Enginyer de vol de l'ISS    | Yuri P. Gidzenko, RKA Segon vol espacial Comandant de la Soiuz a l'ISS |
| Especialista de la Missió 5 | Susan J. Helms Cinquè vol espacial Oficial científic de l'ISS | Serguei K. Krikaliov, RKA Cinquè vol espacial Enginyer de vol de l'ISS |

## Paràmetres de la missió
- Massa:

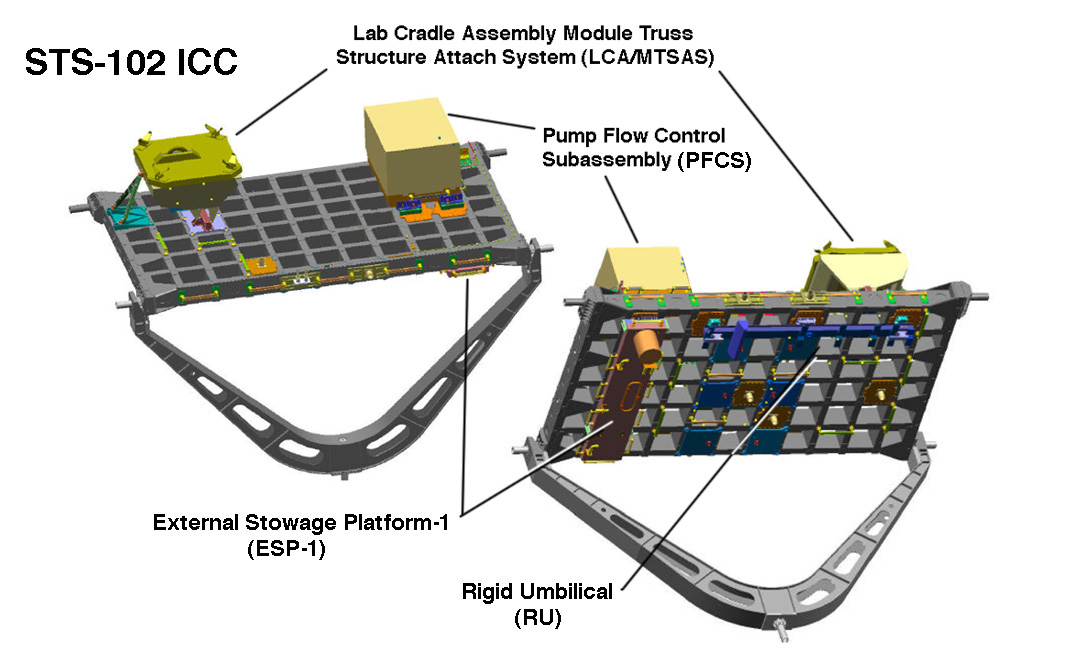
ICC STS-102

  - Orbitador (enlairament): 99503 kg
  - Orbitador (aterratge): 90043 kg
  - Càrrega útil: 5760 kg
- Perigeu: 370 km
- Apogeu: 381 km
- Inclinació: 51,5°
- Període: 92,1 min

### Passeigs espacials
- Voss i Helms  – EVA 1
- Inici EVA 1: 11 de març de 2001 – 05:12 UTC
- Fi EVA 1: 11 de març de 2001 – 14:08 UTC
- Duració: 8 hores, 56 minuts

- Thomas i Richards  – EVA 2
- Inici EVA 2:13 de març de 2001 – 05:23 UTC
- Fi EVA 2: 13 de març de 2001 – 11:44 UTC
- Duració: 6 hores, 21 minuts